# South Beloit
South Beloit es una ciudad ubicada en el condado de Winnebago en el estado estadounidense de Illinois. En el Censo de 2010 tenía una población de 7892 habitantes y una densidad poblacional de 497 personas por km².

## Geografía
South Beloit se encuentra ubicada en las coordenadas 42°28′51″N 89°1′45″O / 42.48083, -89.02917. Según la Oficina del Censo de los Estados Unidos, South Beloit tiene una superficie total de 15.88 km², de la cual 15.28 km² corresponden a tierra firme y (3.75%) 0.6 km² es agua.

## Demografía
Según el censo de 2010, había 7892 personas residiendo en South Beloit. La densidad de población era de 497 hab./km². De los 7892 habitantes, South Beloit estaba compuesto por el 87.4% blancos, el 4.02% eran afroamericanos, el 0.38% eran amerindios, el 1.62% eran asiáticos, el 0.04% eran isleños del Pacífico, el 3.59% eran de otras razas y el 2.95% pertenecían a dos o más razas. Del total de la población el 7.7% eran hispanos o latinos de cualquier raza.